# 9 (filme de 2002)
9 é um filme de drama turco de 2002 dirigido e escrito por Ümit Ünal. Foi selecionado como representante da Turquia à edição do Oscar 2003, organizada pela Academia de Artes e Ciências Cinematográficas.

## Elenco
- Ali Poyrazoğlu - Firuz
- Cezmi Baskın - Salim
- Serra Yılmaz - Saliha
- Fikret Kuşkan - Tunç
- Ozan Güven - Kaya